# Henry Creswicke Rawlinson

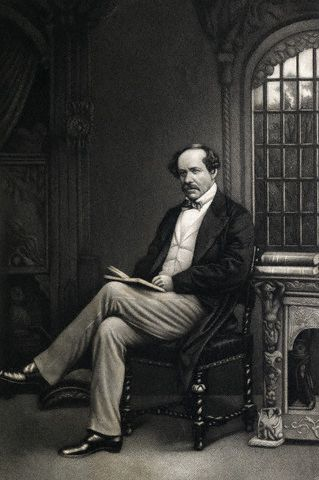
Sir Henry Rawlinson

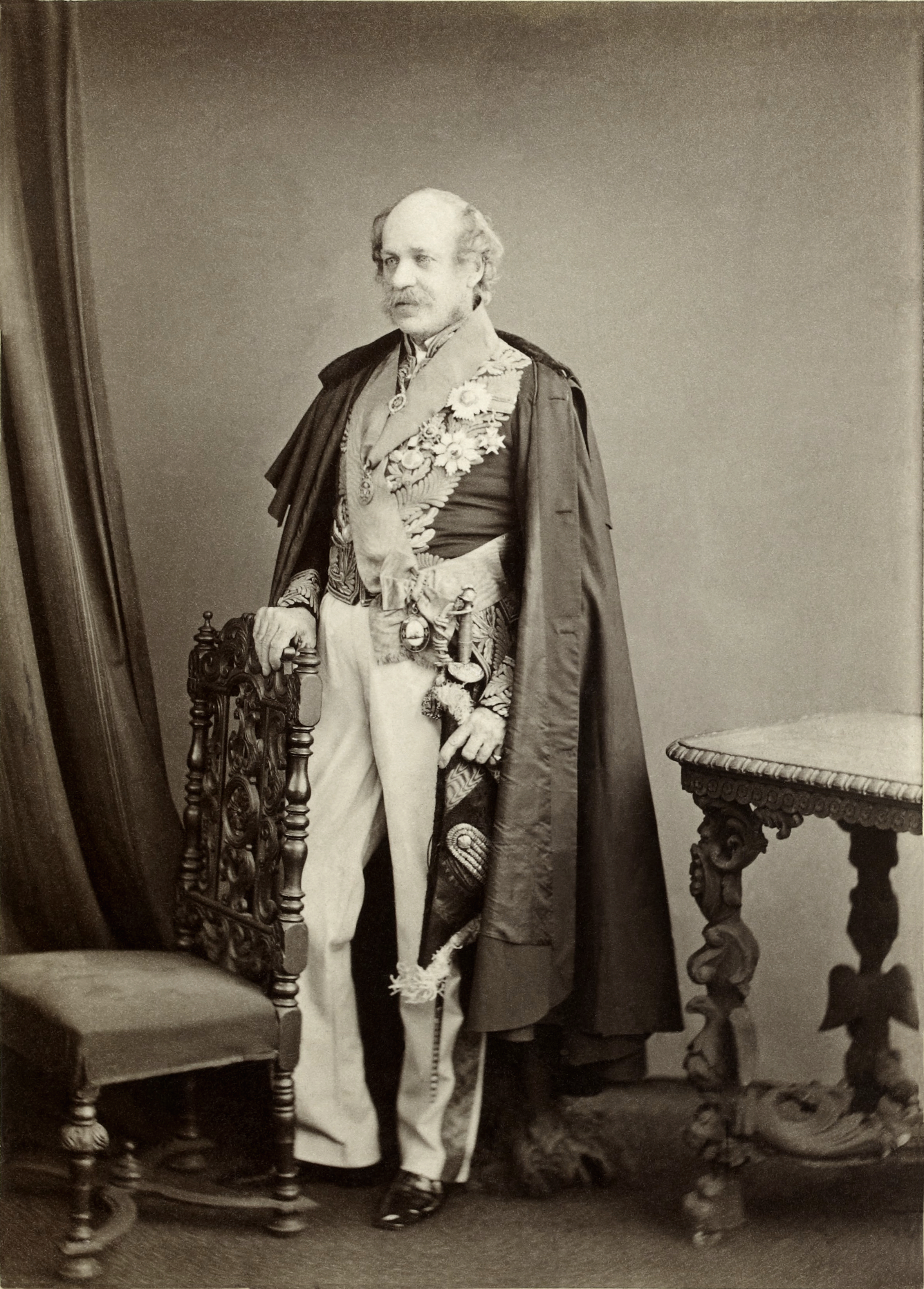
Maj.Gen. Sir Henry Creswicke Rawlinson

Sir Henry Creswicke Rawlinson, 1. Baronet (* 11. April 1810 in Chadlington in Oxfordshire; † 5. März 1895 in London) war ein britischer Archäologe, Assyriologe, Sprachwissenschaftler und Diplomat. Rawlinson war entscheidend an der Entzifferung der Keilschrift beteiligt. Zwischen 1837 und 1844 schrieb er die persischen und elamitischen Partien der Behistun-Inschrift ab und entzifferte die altpersische Schrift. Er gilt als Begründer der modernen Assyriologie.

## Leben
Rawlinson war der Sohn des Pferdezüchters Abram Tyzack Rawlinson und dessen Ehefrau Elizabeth Eudocia, einer Tochter von Henry Creswicke. Der Historiker George Rawlinson war sein Bruder.
Er erhielt seine Erziehung in Ealing in Middlesex. 1826 trat er in den Militärdienst der britischen Ostindien-Kompanie und ging 1827 als Kadett für die Kompanie nach Indien. Dort lernte er fließend Persisch und wurde sechs Jahre später nach Persien gesandt, um die Truppen des Schahs auszubilden. Dort sah er die Felseninschriften in Keilschrift von Bisotun (Behistan), die er innerhalb von zwei Jahren unter Einsatz seines Lebens abschrieb. Konflikte zwischen der britischen und der persischen Regierung führten zu seiner Abreise aus Persien. 1840 erhielt Rawlinson einen Posten als Armeeoffizier in Kandahar und zeichnete sich durch Tapferkeit im anglo-afghanischen Krieg aus. Auf eigenen Wunsch erhielt er eine neue Stelle in Bagdad, wo er Zeit hatte, seinen Keilschriftstudien nachzugehen.
1833 war er Major im persischen Kriegsdienst. 1840 wurde er zum politischen Agenten in Kandahar in Afghanistan, 1843 zum Agenten in Arabien, 1844 zum britischen Konsul in Bagdad berufen und in dieser Eigenschaft 1851 zum Generalkonsul und Oberstleutnant ernannt. 1844 wurde er als Companion in den Order of the Bath aufgenommen.

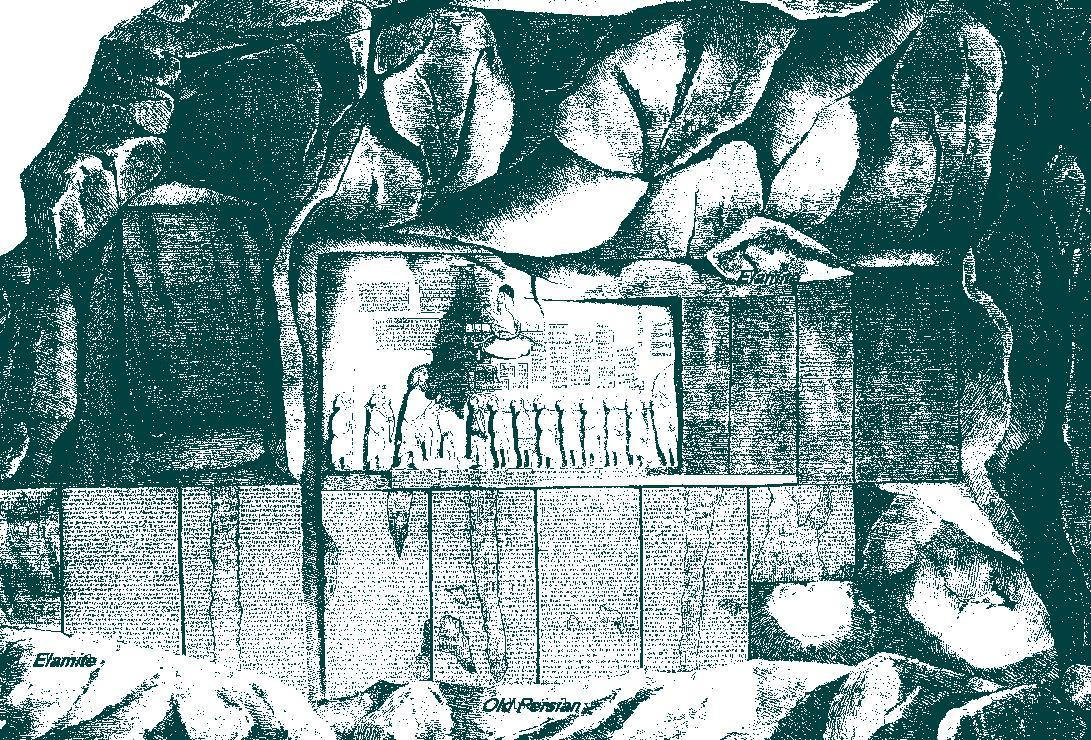
Die Behistun-Inschrift

Rawlinson benutzte diese Stellung zu archäologischen Forschungen und erwarb sich zunächst ein großes Verdienst durch die mit Lebensgefahr verbundene genaue Kopierung der in 150 Meter Höhe an einem isolierten Felsen angebrachten dreisprachige Behistun-Inschrift in Iran. Vermutlich ohne die inzwischen in Deutschland gemachten Fortschritte in der Keilschriftentzifferung zu kennen, bestimmte er den Lautwert der altpersischen Keilzeichen bis auf ein Zeichen genau so wie Christian Lassen in Bonn. Nicht minder bedeutend war das historische Ergebnis seiner Forschungen, da sich die Inschrift von Bisotun als ein ausführlicher Bericht des Königs Dareios I. über seine ersten Unternehmungen und Feldzüge zu erkennen gab.
Ein noch größeres Feld für seine Tätigkeit fand Rawlinson auf den Trümmerfeldern von Ninive und Babylon, wo er eine außerordentlich große Anzahl assyrisch-babylonischer Keilschriften entdeckte und in Gemeinschaft mit anderen englischen Archäologen entzifferte. 1846 veröffentlichte er seine Übersetzung der vollständigen Bisotun-Inschrift.
1849 kehrte Rawlinson nach England zurück und veröffentlichte dort 1851 seine Erinnerungen und die Behistun-Inschrift. Am 24. Januar 1853 wurde er als ausländisches Mitglied in den preußischen Orden Pour le Mérite für Wissenschaften und Künste aufgenommen. Er vermachte seine orientalischen Antiquitäten dem Britischen Museum und ging mit Austen Henry Layard auf Expedition in das alte Mesopotamien. 1855 kündigte er bei der Ostindischen Kompanie und verbrachte den größten Teil seiner verbleibenden vierzig Lebensjahre in London.
1856 wurde er zum Rat der Ostindischen Kompanie erwählt, welche Stellung er auch bei der Neuorganisation der indischen Verwaltung 1858, nun im Namen der Krone, behielt. Am 5. Februar 1856 wurde er als Knight Commander des Order of the Bath in den persönlichen Adelsstand erhoben und führte fortan den Namenszusatz „Sir“.
Von Februar bis Oktober 1858 war er Abgeordneter im britischen House of Commons für den Wahlbezirk Reigate.
1859 erhielt er die Stelle eines britischen Gesandten am Hof zu Teheran, legte dieselbe aber schon 1860 wieder nieder.

Von Juli 1865 bis November 1868 war er Abgeordneter im britischen House of Commons für den Wahlbezirk Frome und trat dann von neuem in den indischen Rat ein. Seit 1853 war er auswärtiges Mitglied der Bayerischen Akademie der Wissenschaften und seit 1859 der Königlich Niederländischen Akademie der Wissenschaften. 1872 wurde er zum auswärtigen Mitglied der Göttinger Akademie der Wissenschaften gewählt. 1876 wurde er in die American Academy of Arts and Sciences und 1887 in die Académie des Inscriptions et Belles-Lettres aufgenommen.
Am 23. Juli 1889 wurde er zum Knight Grand Cross des Order of the Bath erhoben. Am 7. Februar 1891 wurde ihm der erbliche Adelstitel Baronet, of North Walsham in the County of Norfolk, verliehen.

## Familie
Rawlinson heiratete 1862 Louisa Caroline Harcourt Seymour († 1889). Mit dieser hatte er zwei Söhne:
- Henry Rawlinson, 1. Baron Rawlinson (1864–1925), General im Ersten Weltkrieg
- Sir Alfred Rawlinson, 3. Baronet (1867–1935), Sportler, Geheimagent und Autor

## Veröffentlichungen
Ein bleibendes Monument hat er sich errichtet durch das große Werk, das er im Auftrag des Britischen Museums und mit Beihilfe von Norris und G. Smith in vier Foliobänden vollendete:
- The cuneiform inscriptions of Western Asia (1861–70).

Andere Schriften sind:
- The Persian cuneiform Inscriptions at Behistun (1846)
- History of Assyria, as collected from the inscriptions discovered in the ruins of Niniveh (1852)
- Memorandum on the publication of the cuneiform inscriptions (1855)
- A selection from the miscellaneons inscriptions of Assyria (1870)
- England and Russia in the East (1875)
- George Rawlinson: Memoir of Henry Creswicke Rawlinson. Longmans Green, New York 1898.